# Tatiana Țîbuleac
Tatiana Țîbuleac (n. 15 octombrie 1978, Chișinău, URSS) este o scriitoare din Republica Moldova. Este originară din Chișinău și a studiat jurnalism și comunicare la Universitatea de Stat din Moldova.   

## Educație
A absolvit Liceul „Iulia Hașdeu” din Chișinău, apoi a urmat Facultatea de Jurnalism și Științe ale Comunicării a Universității de Stat din Moldova. Prima oară a devenit cunoscută pentru rubrica „Povești adevărate” care a apărut în ziarul Flux la mijlocul anilor 1990. Din 1999 a lucrat ca reporter TV și prezentatoare de știri în cadrul PRO TV Chișinău. A colaborat cu diverse publicații din mass-media ca traducător, corector și reporter. În 2007 a părăsit jurnalismul și s-a stabilit la Paris în 2008, unde lucrează în domeniul audiovizualului.

## Activitate literară
Tatiana Țîbuleac a debutat editorial cu Fabule Moderne, o colecție de nuvele, apărută în 2014,la Chișinău, urmată de primul roman, Vara în care mama a avut ochii verzi, în 2017. Romanul a câștigat mai multe premii literare și a fost tradus în limbile franceză, spaniolă, norvegiană, germană și poloneză, iar ediția în limba română a ajuns la un tiraj total de 22.500 de exemplare. În 2017, Vara în care mama a avut ochii verzi a fost distins cu Premiul Uniunii Scriitorilor din Republica Moldova, iar în 2018 cu Premiul revistei Observator cultural și Premiul Observator Lyceum. Romanul a fost tradus în germană de Ernest Wichner, ediția fiind premiată la Târgul de carte de la Leipzig pentru cea mai bună traducere la categoria carte străină. Ediția spaniolă, apărută în 2019 la Editura Impedimenta, a câștigat Premiul European Cazino de Santiago.
În 2018 a publicat cel de-al doilea roman, Grădina de sticlă, tradus în limbile sârbă, poloneză, franceză, germană, bulgară, macedoneană, catalană și albaneză, un bildungsroman în care poezia se îmbină armonios cu proza. Romanul a primit Premiul Uniunii Europene pentru Literatură, Tatiana Țîbuleac fiind printre cei 14 laureați ai acestui premiu în 2019.
Tatiana Țîbuleac este laureată a Premiului Național al Republicii Moldova, acordat de Guvernul Maia Sandu în 2019.

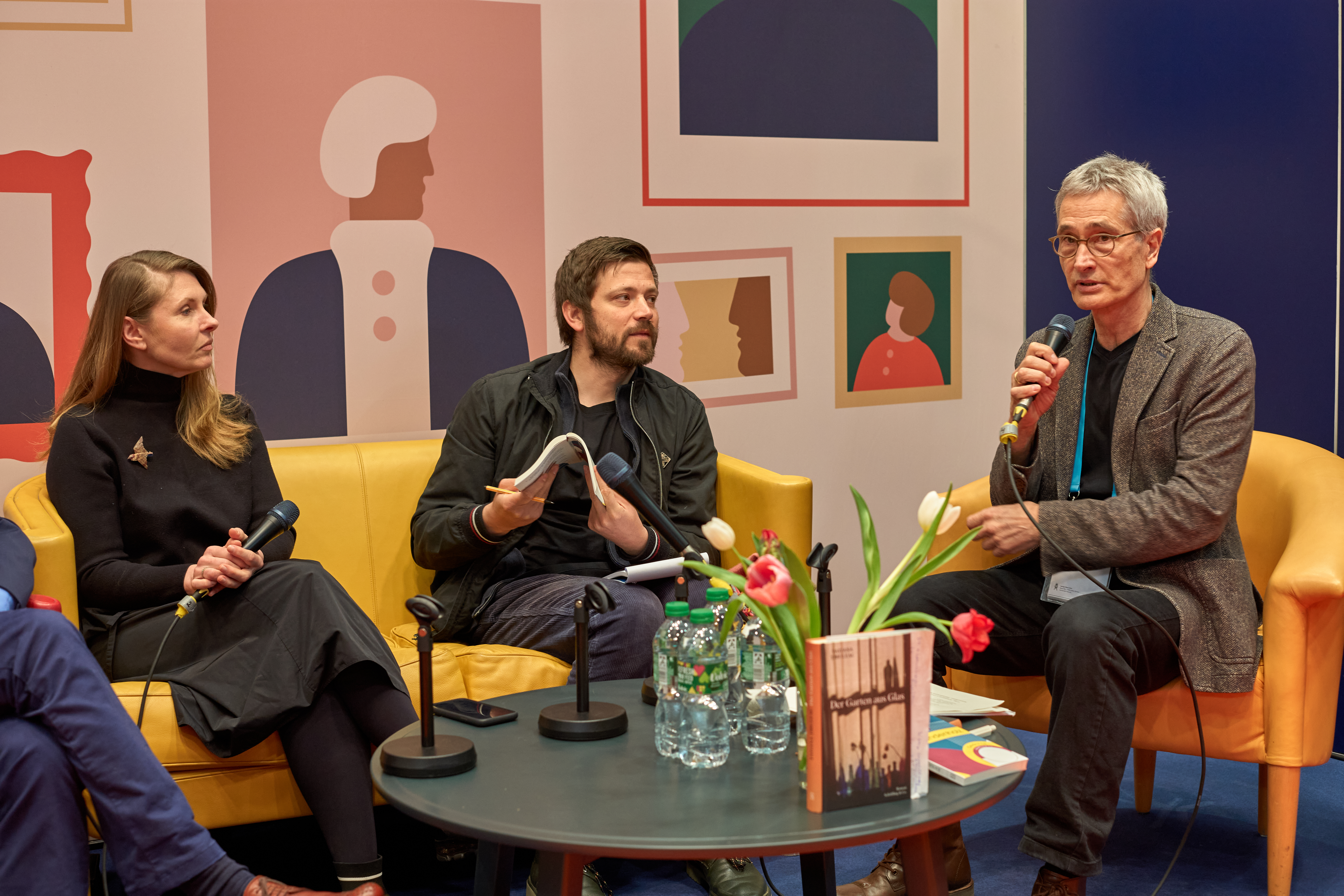
Tatiana Țîbuleac, Alexandru Bulucz și Jorg Plath la Târgul de carte de la Leipzig, 2024

## Lucrări publicate
- 2014 - Fabule Moderne - Editura Urma Ta, Chișinău
- 2016 - Fabule Moderne - ediția a II-a, Editura Libris Editorial, Brașov, 2016
- 2017 - Vara în care mama a avut ochii verzi, roman - Editura Cartier
- 2018 - Grădina de sticlă, roman, Editura Cartier

## Premii și distincții
- 2018 - Premiul Uniunii Scriitorilor din Moldova (România)
- 2018 - Premiul Observator Cultural (România)
- 2019 - Premiul Uniunii Europene pentru Literatură (2019) pentru romanul Grădina de sticlă[14]
- 2019 - Premiul Cálamo pentru cartea anului 2019 pentru Vara în care mama a avut ochii verzi
- 2019 - Premiul Național al Republicii Moldova [15]
- 2019 - Premiul Liceului (România)
- 2019 - Cartea anului librăriilor din Madrid (finalistă)
- 2020 - Premiul Bookstores Recommend (CEGAL)
- 2021 - Ordinul Republicii Moldova[16]
- 2022 - Premiul XV pentru roman european Casino de Santiago